# The Carnival
Wyclef Jean Presents The Carnival Featuring Refugee All Stars, eller endast The Carnival, Wyclef Jeans första album, släppt 1997.

## Låtar på albumet
1. Intro/Court/Clef/Intro (Skit/Interlude)
2. Apocalypse
3. Guantanamera f. Celia Cruz
4. Pablo Diablo (Interlude) f. Crazy Sam & Da Verbal Assassins
5. Bubblegoose
6. Prelude to "To All the Girls" (Interlude)
7. To All the Girls
8. Down Lo Ho (Interlude)
9. Anything Can Happen
10. Gone Till November
11. Words of Wisdom (Interlude)
12. Year of the Dragon f. Lauryn Hill
13. Sang Fézi
14. Fresh Interlude
15. Mona Lisa f. Neville Brothers
16. Street Jeopardy
17. Killer MC (Interlude)
18. We Trying to Stay Alive f. John Forté
19. Gunpowder
20. Closing Arguments
21. Enter the Carnival (Interlude)
22. Jaspora
23. Yele
24. Carnival